# 白宫地图室

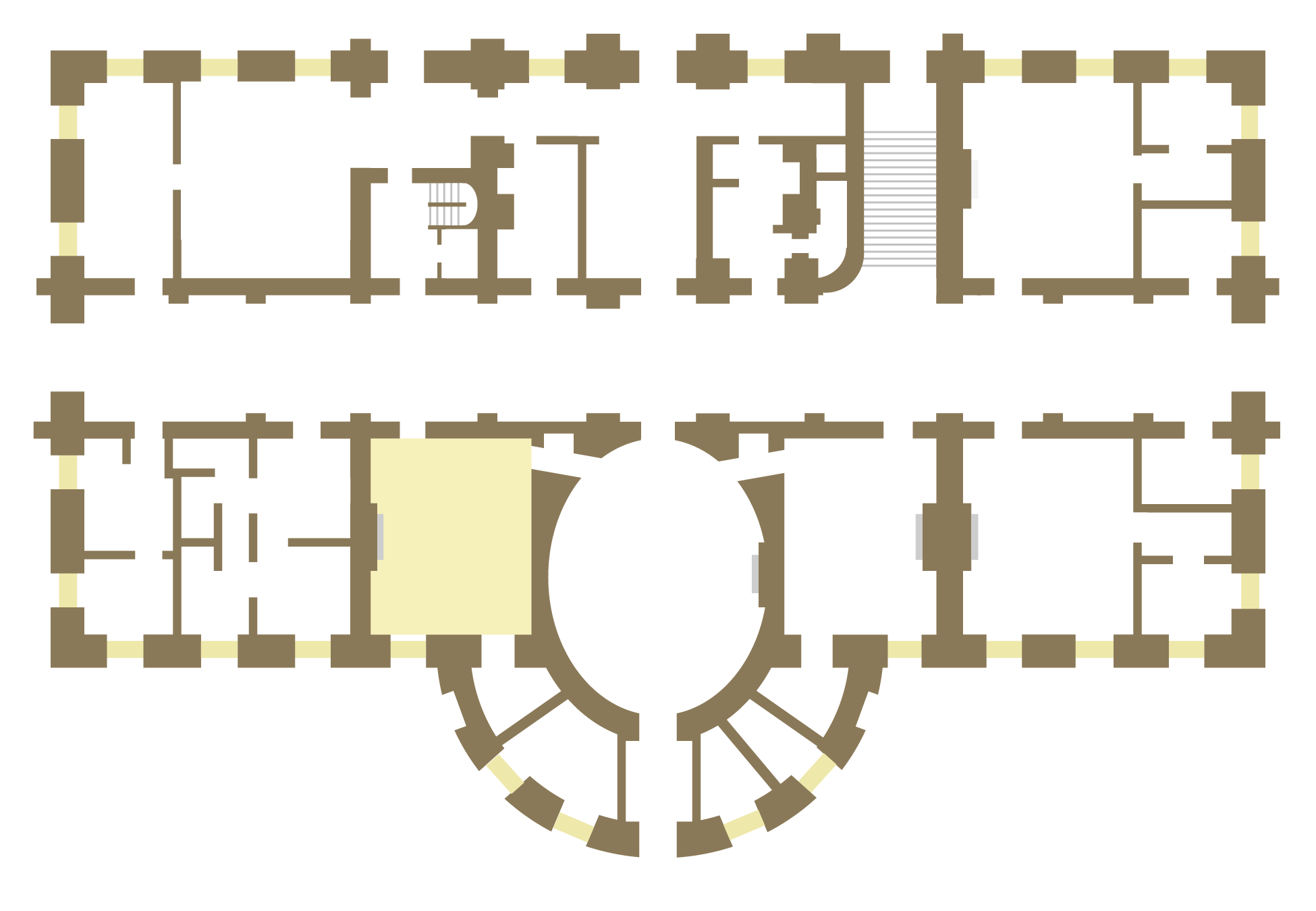
圖中顯示地圖室在白宮內的位置

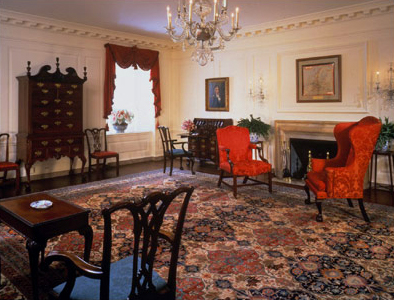
在克林頓執政時期的地圖室

白宫地圖室是一個位於美國總統府白宫内西翼地下的房間。地圖室命名於二次世界大戰。當時的總統富兰克林·罗斯福使用這個房間擺放地圖，以觀察戰局發展。相對於白宫的椭圓形辦公室，地圖室是一個非正式的辦公室，並通常作電視錄影、茶聚及社交用途。

## 使用狀況
2010年2月18日、2014年2月21日及2016年6月15日，美國總統贝拉克·奥巴马在此房間三度接見西藏流亡宗教領袖第十四世达赖喇嘛。